# Flottille 9F
La flottille 9F est une flottille de l'aviation navale française renommée Flottille 9F le 1er janvier 1946 et dissoute le 1er juillet 1972.

## Historique
La flottille 9F permet une suite sur 4 porte-avions: Bois Belleau, Lafayette, Foch et Arromanches.

## Bases
- BAN Karouba (1928-1940 puis 1946-1953)
- Base aérienne 141 Oran la Sénia (1942-1943)
- BAN Aspretto (1943-1944 puis janvier 1955-octobre 1960)
- BAN Hyères Le Palyvestre (juin 1953-janvier 1955 puis octobre 1960-décembre 1968)
- BAN Lann-Bihoué (décembre 1968-juin 1972)

## Appareils
- Latécoère 298
- Supermarine Walrus
- Dornier Do 24
- Curtiss SBC Helldiver
- Grumman TBF Avenger
- Breguet Br.1050 Alizé